# 許乃業
許乃業（2010年3月20日—）是新加坡學童。

## 生平
許乃業於2010年3月20日出生於新加坡，大約一年後，他被診斷出患有整體發展遲緩。他從三歲時開始彈鋼琴。2015年至2020年，許乃業和他的家人住在奧塔哥大區。他在國立澳洲大學學習音樂作曲，並於2023年畢業，成為該大學有史以來最年輕的畢業生。

## 職業
許先生目前是新加坡兒童愛樂樂團的駐團作曲家。